# Giovanni Camillo Sagrestani

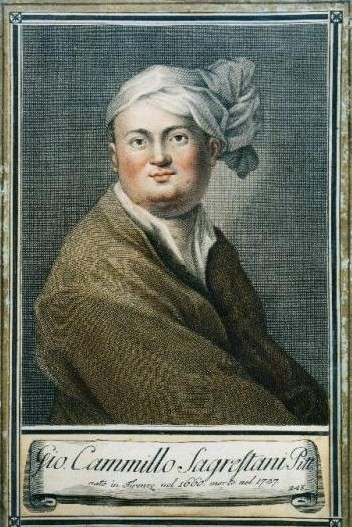
Retrato de Giovanni Camillo Sagrestani, según un grabado del.

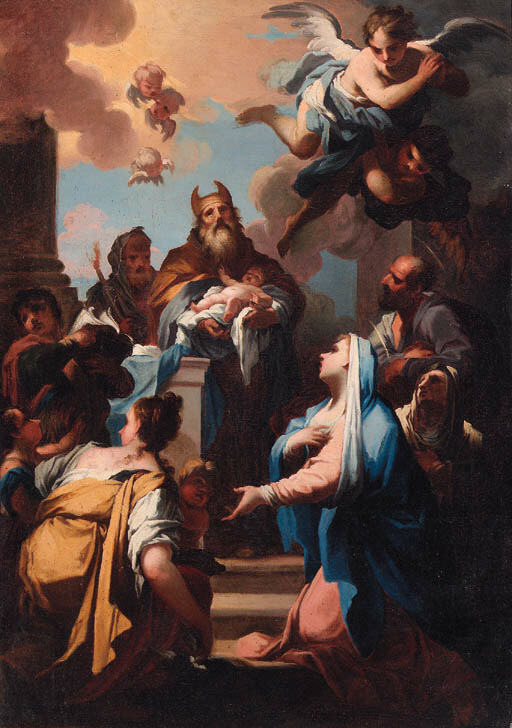
Presentación en el Templo

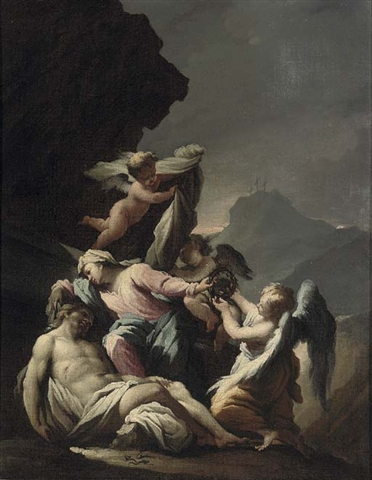
Pietà

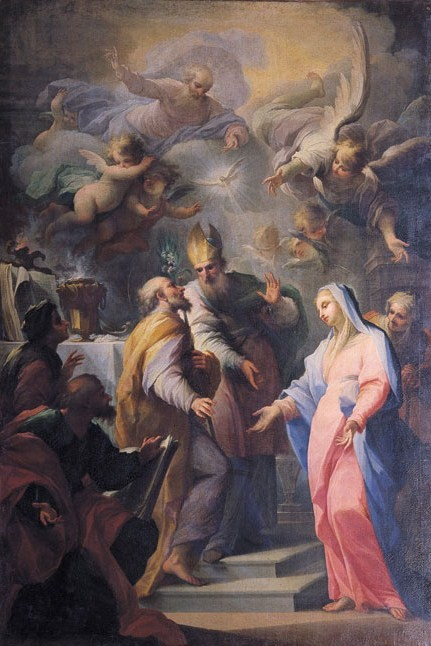
Esponsales de la Virgen

Giovanni Camillo Sagrestani (Florencia, 1660 - Florencia, 1731), pintor italiano activo durante el Barroco tardío.

## Biografía
Su formación tuvo lugar con los pintores Simone Pignoni, Antonio Giusti y Romolo Panfi. Posteriormente viajó a Roma, Venecia y Bolonia, ciudad en esta última donde entró a formar parte del taller de Carlo Cignani. A su retorno a Florencia hacia 1690 se inscribió en la Accademia del Disegno (1694). Se interesó en el trabajo de pintores de estilo antiacadémico como Pietro Dandini o Alessandro Gherardini.
Sagrestani juega un importante papel como introductor del estilo del barroco tardío en Florencia. Con su estilo virtuoso, de vibrante colorido y pincelada audaz, hace gala de una sensibilidad que le conecta con el nuevo estilo rococó que pronto habrá de imponerse en el arte europeo. También fue cronista de su tiempo, pues dejó una semblanza biográfica de algunos de sus colegas en su libro Le Vite di Artisti dei sicoli XVII-XVIII.
Entre sus alumnos figuran Giovanni Battista Ranieri del Pace, Giuseppe Moriani y tal vez, Matteo Bonechi.

## Obras destacadas
- Anunciación (1685, Santissima Annunziata, San Giovanni Valdarno)
- Virgen con el Niño que alcanza su ceñidor a Santa Mónica y San Agustín (Santissima Annunziata, San Giovanni Valdarno)
- Milagros de la Virgen (1694-95, Santissima Annunziata, Florencia)
  - El papa Sixto IV adorando una imagen de la Anunciación (1694, Santissima Annunziata, Florencia)
  - El emperador Maximiliano implora protección a una imagen de la Virgen (1694, Santissima Annunziata, Florencia)
  - La Virgen salva a un hombre de naufragar en el Arno (1695)
  - La Virgen salva al niño sonámbulo (1695)
  - La Virgen protege a Fra Mansueto (1695)
  - La Virgen libera al conde Ferdinando Marsili (1695)
  - La Virgen protege de la peste a Alberto Panni durante el asedio (1695)
  - La Virgen protege a Giulio Gerbi (1695)
  - La Virgen, María Migliorini y su hijo muerto (1695)
  - La Virgen protege al noble caído (1695)
- Frescos de Santa Maria de' Pazzi (1702, San Frediano in Cestello, Florencia)
- Extasis de Santa Maria Magdalena de' Pazzi (1702, San Frediano in Cestello, Florencia), tabla de altar.
- Escenas de la Vida de la Virgen (1707, Santa Margherita, Santa Maria de' Ricci)
  - Anunciación
- San Pedro Tomás y Santa María Magdalena de Pazzi (1708, Santa Maria alle Selve, Lastra a Signa)
- Rebeca en el pozo (1710, Detroit Institute of Arts)
- Esponsales de la Virgen (1713, Santo Spirito, Florencia)
- San Francisco, San Sebastián y Santa Teresa de Jesús (1714, Santa Maria alle Selve, Lastra a Signa)
- Gloria de San Felipe Neri (1715, San Filippo Neri, Florencia)
- San Luis, rey de Francia (Villa di Poggio alla Scaglia, Florencia)
- Asunción de la Virgen (Musée des Beaux-Arts, Nancy)